# Херц
Вижте пояснителната страница за други значения на Херц.
Херц (означение по SI – Hz, среща се и на кирилица – Хц) е системна единица за измерване на честотата на периодични процеси. Един херц (1 Hz) съответства на едно трептение (една циклична промяна) за секунда. Наречена е в чест на германския физик Хайнрих Херц (Heinrich Rudolf Hertz, 1857 – 1894).

## Кратни (производни) единици
Най-използвани са следните производни единици, получени при прилагане на стандартните представки от системата SI:
- 1 килохерц (1 kHz) = 1000 херца
- 1 мегахерц (1 MHz) = 1000 килохерца = 1 000 000 херца
- 1 гигахерц (1 GHz) = 1000 мегахерца = 1 000 000 килохерца = 1 000 000 000 херца